# Атлетика на Летњим олимпијским играма 1900 — бацање кугле за мушкарце
Такмичање у бацању кугле за мушкарце је атлетска дисциплина која се други пут одржава на Олимпијских игара 1900. у Паризу. Такмичење је одржано у два дана. Квалификације су биле 14. јула, а финале 15. јула 1900. Учествовало је 11 спортиста из 6 земаља учесница.

## Земље учеснице
- Данска (1)
- Грчка {2}
- Мађарска (2)
- САД (4)
- Шведска (2)

## Рекорди пре почетка такмичења
| Најбољи резултат на свету | 14,75 | Џорџ Греј    | Отава, Канада | 15. август 1895. |
| Олимпијски рекорд         | 11.2  | Роберт Гарет | Атина Грчка   | 7. април 1896.   |

## Освајачи медаља
|                   |                     |                  |
| Ричард Шелдон САД | Џосаја Макракен САД | Роберт Гарет САД |

## Нови рекорди после завршетка такмичења
| Олимпијски рекорд | 14,10 | Ричард Шелдон | САД | Париз, Француска | 15. јули 1900. |

## Резултати

### Квалификације
Сви учесници су се такмичили у квалификацијама 14. јула Првих пет са најбољим резултатом су се такмичили у финалу.
| Пласман | Атлетичар                      | резултат        |
| ------- | ------------------------------ | --------------- |
| 1.      | Ричард Шелдон САД              | 13,80 м ОР      |
| 2.      | Џосаја Макракен САД            | 12,85 м         |
| 3.      | Роберт Гарет САД               | 12,37 м         |
| 4.      | Реже Кретије Мађарска          | 11,58 м         |
| 5.      | Панајотис Параскевопулос Грчка | 11,29 м         |
| 6.      | Густаф Седерстрем Шведска      | 11,18 м         |
| 7.      | Артур Кораи Мађарска           | 11,13 м         |
| 8.      | Тракстун Хер САД               | 10,92 м         |
| 9.      | Аугуст Нилсон Шведска          | 10,86 м         |
| 10.     | Чарлс Винклер Данска           | 10,76 м         |
| —       | Сотириос Версис Грчка          | није учествовао |

### Финале
Макракен и Герет нису учествовали у финалу које је одржало у недељу 15. јула, јер се из верских разлога не такмиче недељом. Њихови резултати из квалификација се рачунају тако да су задржали места из квалификација и освојили сребрну и бронзану медаљу.
| Пласман | Атлетичар                      | Резултат   | Квалификације |
| ------- | ------------------------------ | ---------- | ------------- |
|         | Ричард Шелдон САД              | 14,10 м ОР | 13,80 м       |
|         | Џосаја Макракен САД            | НУ         | 12,85 м       |
|         | Роберт Гарет САД               | НУ         | 12,37 м       |
| 4.      | Реже Кретиер Мађарска          | 12,07 м    | 11,58 м       |
| 5.      | Панајотис Параскевопулос Грчка | 11,52 м    | 11,29 м       |

- НУ= није учествовао

## Биланс медаља
|   | Држава     | Злато | Сребро | Бронза | Укупно |
| - | ---------- | ----- | ------ | ------ | ------ |
| 1 | САД        | 1     | 1      | 1      | 3      |
|   | Укупно (1) | 1     | 1      | 1      | 3      |